# Авијатик D.III
Авиатик D.III је ловачки авион направљен у Немачкој. Авион је први пут полетео 1917. године. 

Испитиван је током 1918. и уграђен му је снажнији мотор. С њиме су му летне особине постале бољим од модела Авијатик . Није ушао у производњу јер се у међувремену појавио Авијатик .
Размах крила је био 9,00 m а дужина 8,47 m. Био је наоружан са два синхронизована митраљеза ЛМГ 08/15 Шпандау (LMG 08/15 Spandau) калибра 7,92 mm.

## Наоружање
Авион Авиатик D.III је био наоружан са два фиксна синхронизована митраљеза LMG 08/15 Spandau) калибра 7,92 mm која су гађала кроз обртно поље елисе.
| Наоружање авиона: Авијатик     |      |
| Ватрено (стрељачко) наоружање  |      |
| Топ                            |      |
| Митраљез                       |      |
| Број и ознака митраљеза        | 2 х  |
| Калибар                        | 7,92 |
| Бомбардерско наоружање (бомбе) |      |
| Ракетно наоружање (ракете)     |      |

## Земље које су користиле авион
- Аустроугарска
- Немачко царство